# معادلة العدسات والمرايا
معادلة العدسات والمرايا هي معادلة فيزيائية تنص على أن مقلوب البعد البؤري لعدسة أو مرآة هو مجموع مقلوب بعد الجسم مضافًا إليه بعد الصورة. وتختلف المعادلة عندما تكون العدسة محدبة فيكون البعد البؤري سالب. عندما يكون بعد صورة الجسم سالبًا فإن الصورة تكون وهمية ومعتدلة.

## نص المعادلة
{\displaystyle {\frac {1}{d_{\mathrm {o} }}}+{\frac {1}{d_{\mathrm {i} }}}={\frac {1}{f}}}.
حيث f البعد البؤري، و di بعد الصورة، و do بعد الجسم.

### مثال
لو كان البعد البؤري لمرآة 7 cm وبعد الجسم 2 cm فعلى بعد كم ستتكون الصورة? سيكون الجواب هو -2.8 أي أن الصورة وهمية.